# 社区银行
社区银行是指業務范圍主要位於本地社區的商業銀行。在美國，社区银行中的社區既可以指一个州、一个市或一个县，也可以指城市或乡村居民的聚居区域。社区银行資產小（在美國资产规模低于10亿美元，在中國是在20亿元人民币以下），規模小，主要提供小額信貸給小微企業以及社區居民。